# Edwin Jahrl
Edwin "Eddie" Ture Jahrl, född 28 april 1901 i Broby, död 1977 i Astoria, New York, var en svenskamerikansk dragspelare och orkesterledare.
Jahrl emigrerade 1917 med föräldrarna till Hartford, Connecticut, varifrån han sedan fortsatte till New York, där han blev professionell musiker. Jahrl började göra skivinspelningar med John Lager 1925 och gjorde över femtio skivinspelningar för Columbia fram till 1934. Hans största skivframgång var Gökvalsen och framförde amerikanska, svenska och finska melodier. Inspelningarna som Jahrl gjorde, såväl som solist och med sin orkester, hade i regel höga försäljningssiffror. 1937 uppförde han Scandinavian Music House i Brooklyn och grundade även skivbolagen Scandinavia och Cordion. 1943 flyttade han till Manhattan och fortsatte vara aktiv inspelande musiker ännu på 1940-talet. Vid samma tid hade han radioprogrammet Scandinavian Breakfast Club. På 1940-talet avstannade Jahrls musikaliska karriär och han levde sitt resterande liv tillbakadraget i Astoria.